# فان ژن‌دونگ
فان ژن‌دونگ (به چینی: 樊振东) زادهٔ ۲۲ ژانویهٔ ۱۹۹۷، یک ورزشکار چینی در رشتهٔ تنیس روی میز است که دو بار با تیم چین به مقام قهرمانی جهان رسیده‌است.

## دستاوردها
- مسابقات تنیس روی میز جوانان جهان ۲۰۱۲:  انفرادی مردان، تیم مردان و دوبل مختلط  دوبل مردان[۳]
- مسابقات تیمی جهانی تنیس روی میز ۲۰۱۴:  تیم مردان
- المپیک نوجوانان ۲۰۱۴:  انفرادی مردان
- بازی‌های آسیایی ۲۰۱۴:  تیم مردان
- بازی‌های آسیایی ۲۰۱۴:  انفرادی مردان
- مسابقات جهانی تنیس روی میز ۲۰۱۵:  انفرادی مردان
- مسابقات تیمی تنیس روی میز ۲۰۱۵:  دوبل مردان
- مسابقات آسیایی ۲۰۱۵:  انفرادی مردان، دوبل مردان
- مسابقات تیمی جهانی تنیس روی میز ۲۰۱۶:  تیم مردان